# Bahnhof Breitengüßbach
Der Bahnhof Breitengüßbach ist ein Bahnhof an der Bahnstrecke Bamberg–Hof in der oberfränkischen Gemeinde Breitengüßbach, in dem die Nebenbahn nach Ebern abzweigt. Der Streckenabschnitt Ebern–Maroldsweisach sowie die ebenfalls in Breitengüßbach abzweigende Strecke nach Dietersdorf bei Seßlach wurden stillgelegt und abgebaut. Ab 2016 wurde der Bahnhof im Zuge des Verkehrsprojekts Deutsche Einheit Nr. 8 grundlegend um- und ausgebaut. Der Bahnhof wird im Personenverkehr von Zügen der DB Regio Nordostbayern und der Agilis Verkehrsgesellschaft bedient.

## Lage
Der Bahnhof liegt im Süden von Breitengüßbach auf 248 m über NN.

## Geschichte
Mit der Eröffnung des Teilabschnitts von Bamberg nach Lichtenfels der Ludwig-Süd-Nord-Bahn am 15. Februar 1846 wurde Breitengüßbach an das deutsche Eisenbahnnetz angeschlossen. Das 25 Meter lange Stationsgebäude wurde von 1845 bis 1847 nach den Plänen des Architekten Georg Friedrich Christian Bürklein mit Keupersandstein errichtet und am 3. Februar 1847 dem Betrieb übergeben. Im Laufe der Nutzung erfolgten einige bauliche Änderungen, wie die Aufstockung des südlichen Seitentrakts. Es ist das einzig erhalten gebliebene Empfangsgebäude aus der Anfangszeit der Ludwig-Süd-Nord-Bahn im Landkreis Bamberg.
Mit der Eröffnung der Zweigstrecke nach Ebern 1895, die zwei Jahre später nach Maroldsweisach verlängert wurde, wurde der Bahnhof Breitengüßbach zum Trennungsbahnhof. 1913 kam eine weitere Zweigstrecke nach Dietersdorf hinzu. Im Zuge der Elektrifizierung der Hauptstrecke und des Baus eines Gleisanschlusses an die Luftmunitionsanstalt in der Mitte der 1930er Jahre wurden im Jahr 1938 zwei mechanische Einheitsstellwerke in Betrieb genommen.  
Im Rahmen des viergleisigen Ausbaus zwischen Nürnberg und Ebensfeld wurde der Bahnhof umgebaut. Dabei wurden unter anderem die beiden Stellwerke abgerissen und durch ein elektronisches Stellwerk ersetzt. Seit dem Umbau besitzt der Bahnhof einen barrierefreien Mittelbahnsteig, an dem die beiden Gleise der Schnellfahrstrecke außen vorbei führen.
Im Zuge des weiteren Ausbaus wurde der Bahnhof (begrenzt durch die Einfahrsignale) im März 2021 Richtung Hallstadt ausgedehnt und der neue Bahnhofsteil Breitengüßbach Süd geschaffen. Im Dezember 2021 gingen zunächst die beiden östlichen Gleise und ein westlich daran angrenzendes Überholgleis in Betrieb. Die beiden daran westlich anschließenden Gleise im Bahnhofsteil folgten im April 2022.

## Verkehrsanbindung
Der Bahnhof Breitengüßbach wird von zwei Regionalexpress- und zwei Regionalbahn-Linien bedient. Die Linien RE 14, RE 28 und RB 25 sind Teil des Franken-Thüringen-Express und werden von DB Regio Bayern mit Siemens Desiro HC (Baureihe 1462) gefahren. Die RB 26 wird hingegen von Agilis mit Dieseltriebwagen der Baureihe 650 betrieben.
Der nächstgelegene Fernverkehrshalt befindet sich in der Kreisstadt Bamberg.
| Linie                    | Linienverlauf                                                                         | Takt (min) |
| ------------------------ | ------------------------------------------------------------------------------------- | ---------- |
| RE14                     | Nürnberg Hbf – Erlangen – Bamberg – Breitengüßbach – Lichtenfels – Kronach – Saalfeld | 060        |
| RE 28                    | Nürnberg Hbf – Erlangen – Bamberg – Breitengüßbach – Lichtenfels – Coburg – Sonneberg | 120        |
| RB25                     | Bamberg – Breitengüßbach – Lichtenfels – Hochstadt-Marktzeuln – Kronach               | 060        |
| RB 26                    | Bamberg – Breitengüßbach – Baunach – Reckendorf – Manndorf – Ebern                    | 060        |
| Stand: 10. Dezember 2023 |                                                                                       |            |

## Galerie

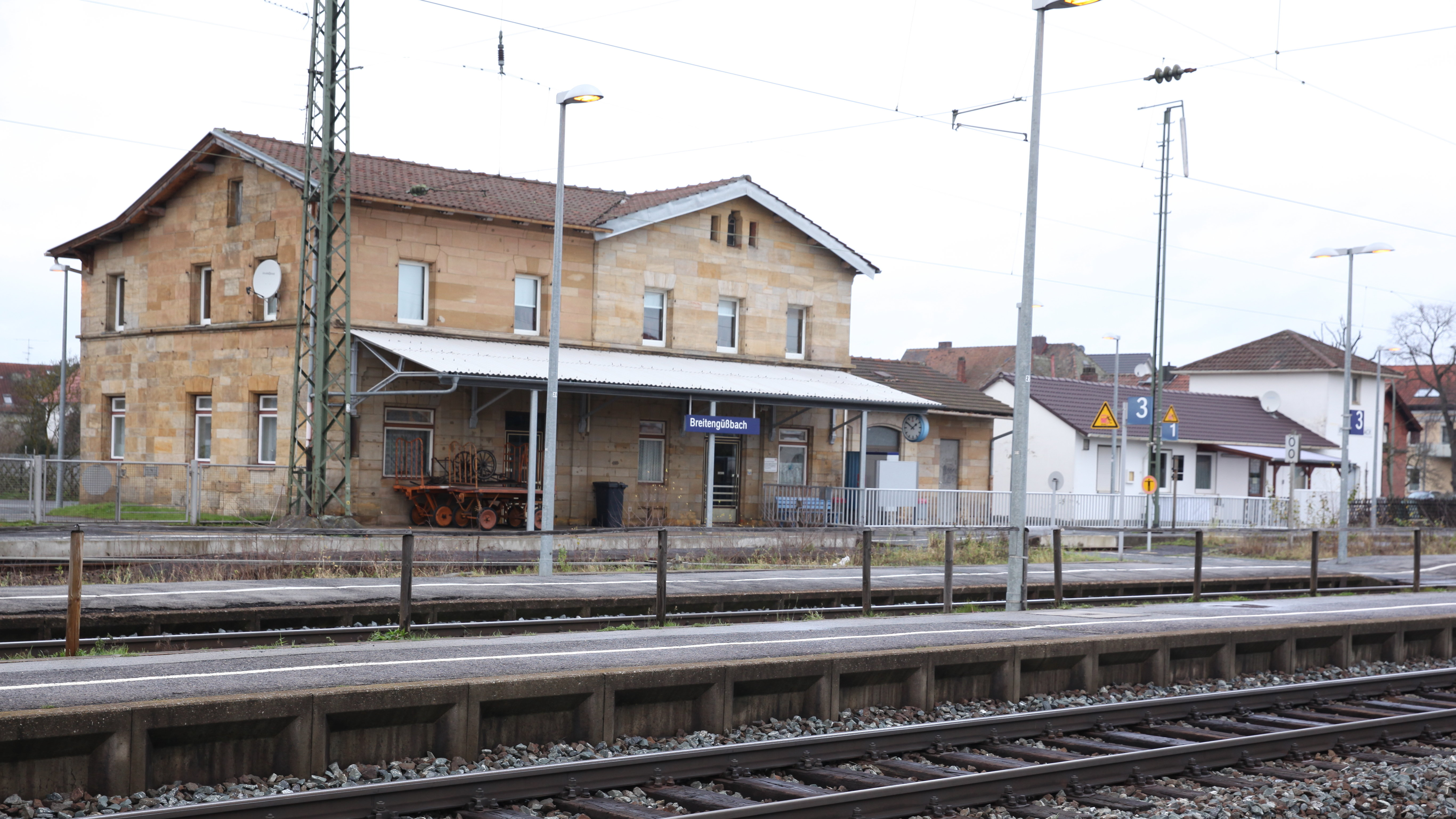
Der Bahnhof vor dem Umbau
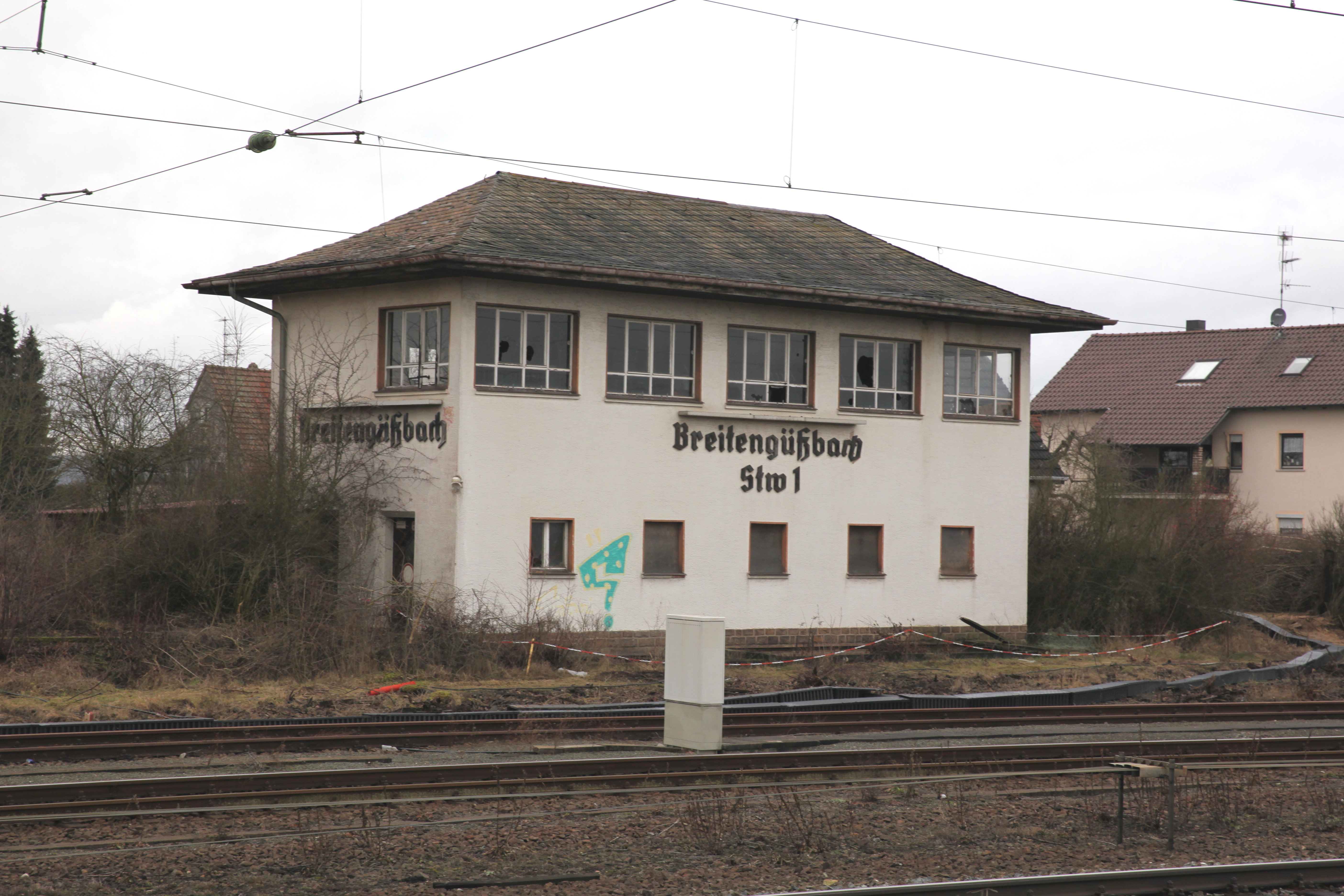
Ehemaliges Stellwerk 1
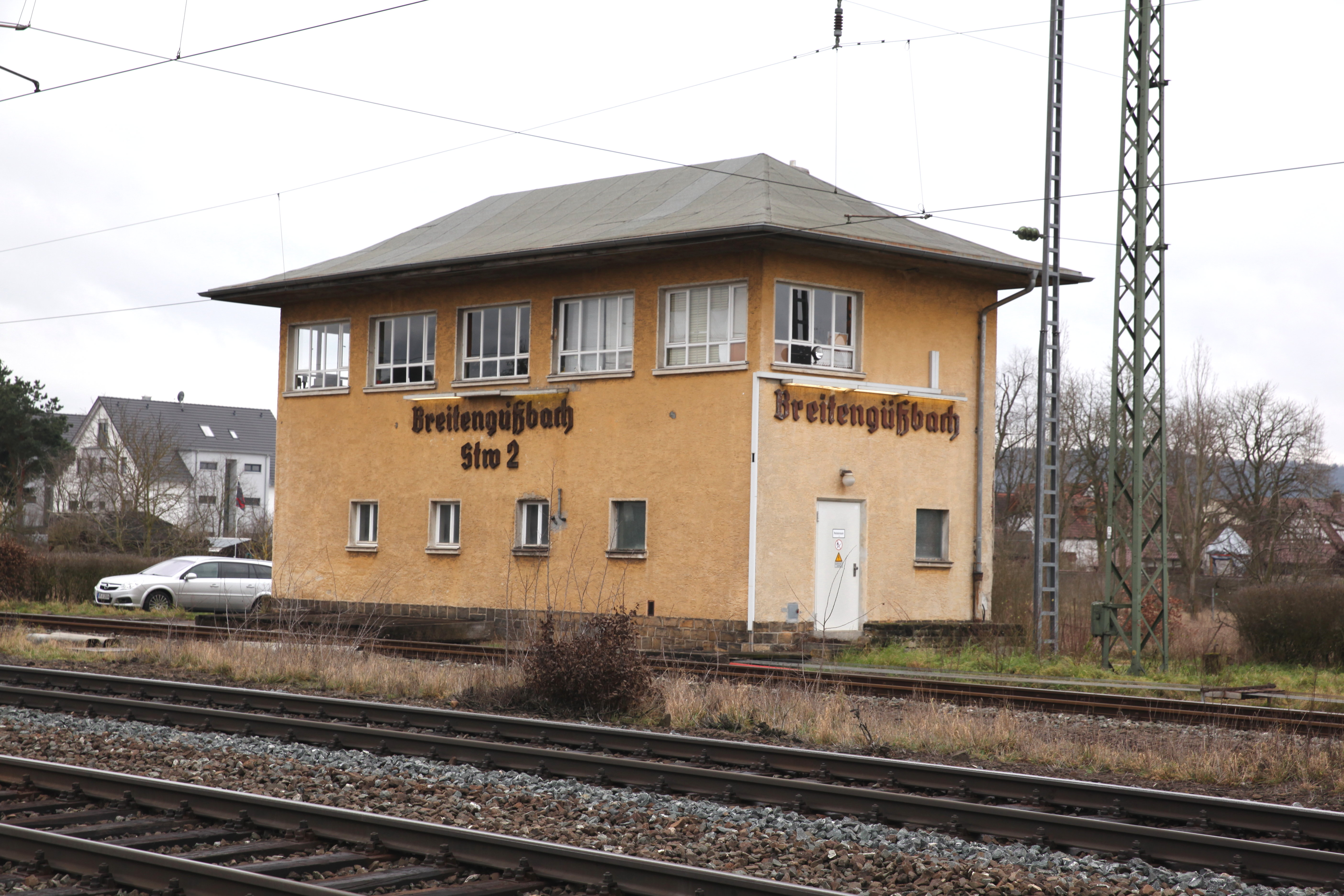
Ehemaliges Stellwerk 2
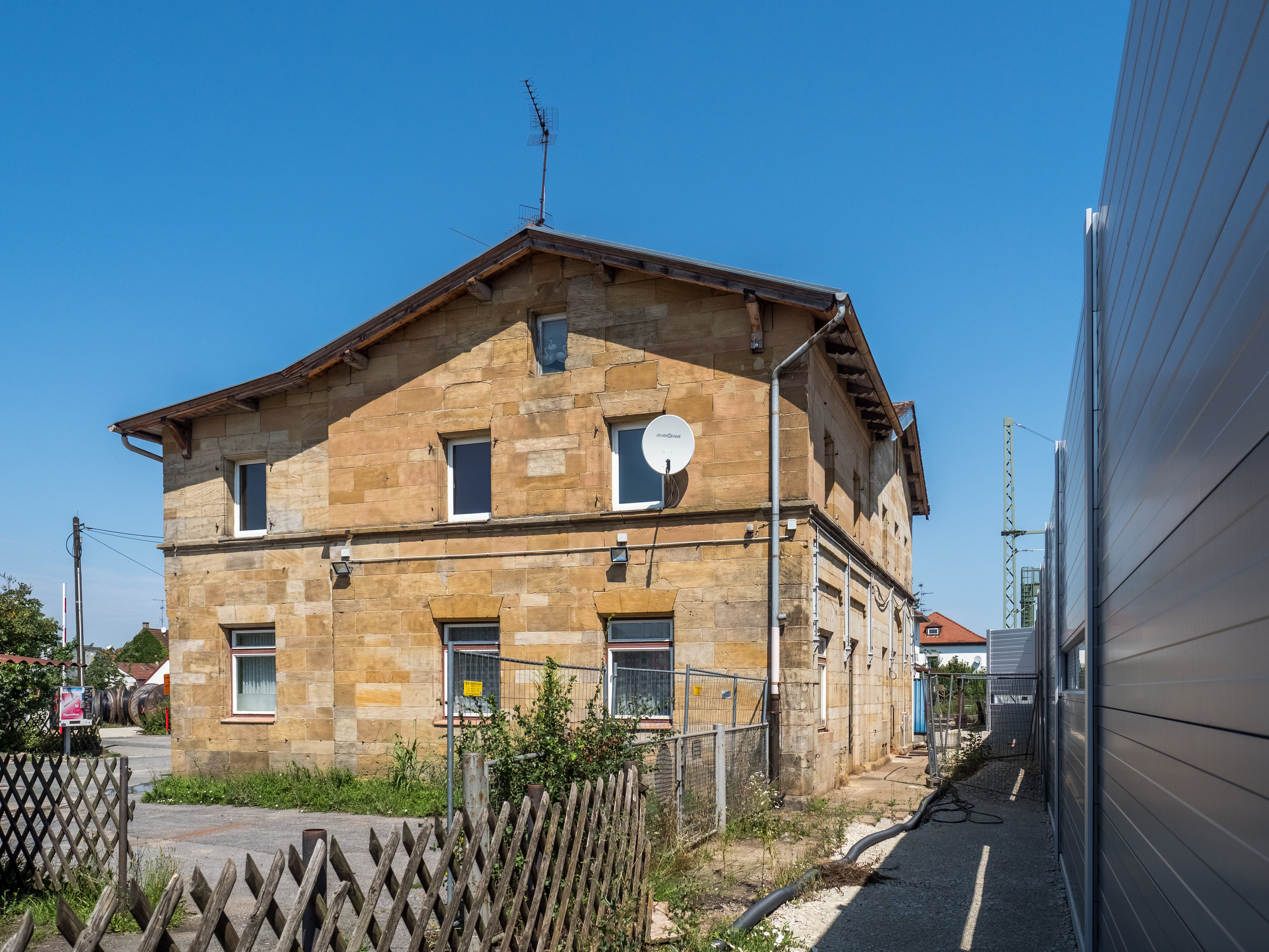
Schallschutzmauer zwischen ehemaligem Empfangsgebäude und Bahnstrecke
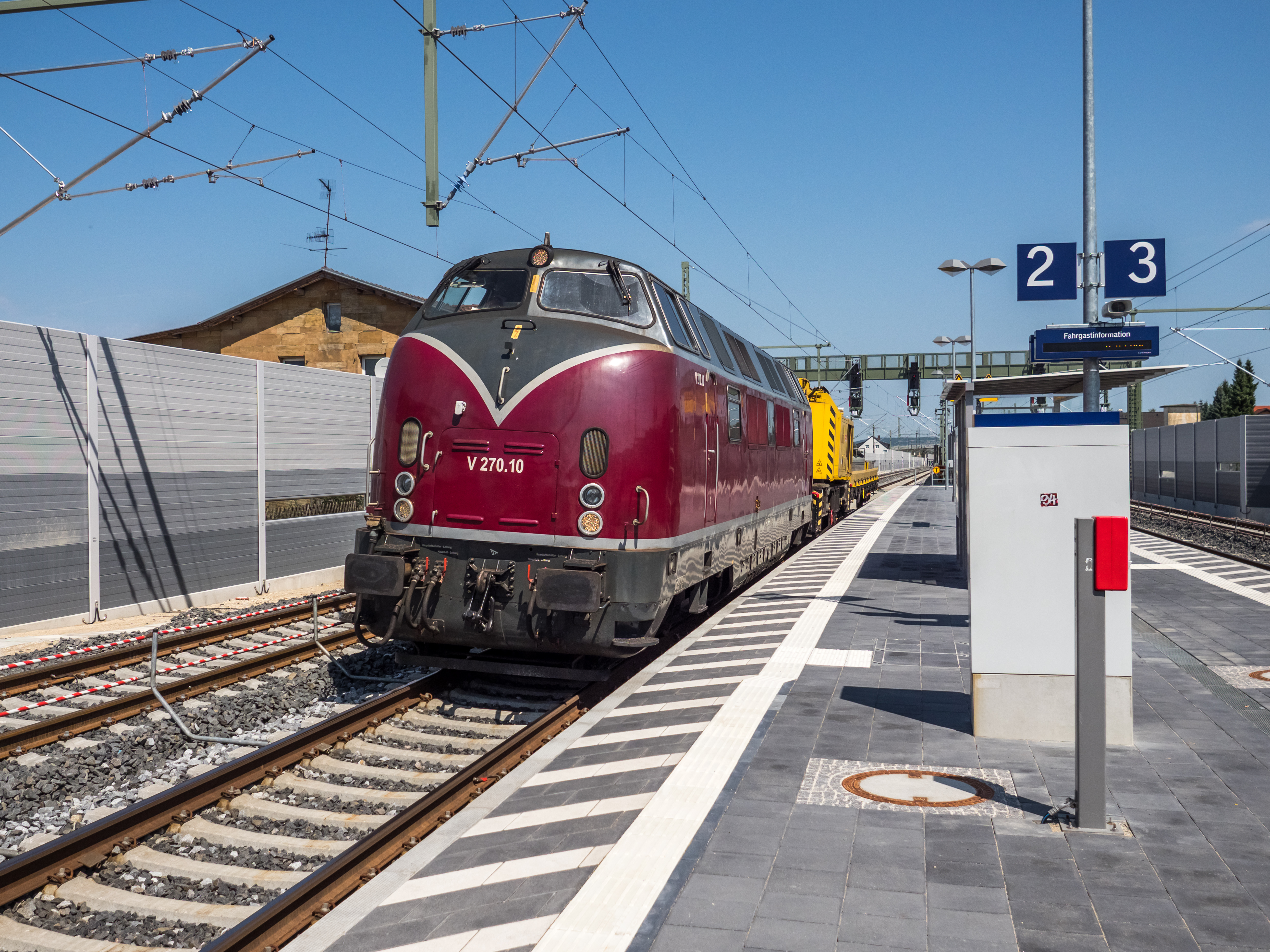
Bahnsteige nach dem Umbau